# Laura Wylie
Cet article court présente un sujet plus développé dans : Patricia Matthews et Clayton Matthews.
Laura (ou Laurie) Wylie est un pseudonyme collectif (nom de plume) partagé par l'écrivaine américaine Patricia Matthews et son mari Clayton Matthews pour signer plusieurs romans policiers.